# Gaetano Mosca
Gaetano Mosca (1 de abril de 1858, Palermo – 8 de noviembre de 1941, Roma) fue un sociólogo, politólogo, político y senador vitalicio italiano, tanto con la monarquía como durante el fascismo con el que tuvo serias diferencias. Fue profesor universitario, y se discute si recibió gran influencia dada la afinidad de sus concepciones con las de Vilfredo Pareto. Era considerado un conservador impenitente ya que consideró que la política científica significaba la resistencia contra el espejismo de la revolución redentora.

## Teoría del elitismo
Mosca es conocido por su concepto de clase política. Propone que en todo organismo político hay siempre una élite que está por encima de la jerarquía de toda la clase política y que dirige lo que se llama el timón del Estado. Afirma que aunque cambie el sistema político, la élite dominante sigue existiendo. El concepto de "clase política", se complementa con los conceptos de "lucha por la preeminencia" que Gaetano Mosca explica como “todas las clases políticas tienen la tendencia a volverse hereditarias, si no de derecho, al menos de hecho”, “Las aristocracias hereditarias no se fundan casi nunca en la superioridad intelectual, sino en la del carácter y la riqueza”, la misma riqueza que es la base de su poder, y de "fórmula política" que se refiere a la forma en que la clase política justifica su poder, y que para lograr aceptación se puede valer de bases morales y hasta legales ya que por el simple hecho de poseer el poder no se logra un consenso.
Considera que la democracia es útil como método de selección de élites, pero la percibe como un mal menor, comparado con otros sistemas.
Entre sus obras se encuentran:
•Elementi di scienza politica: publicada en 1939 cuando él tenía 80 años, fue presentado por él mismo como "su mayor trabajo" y "su testamento científico" ya que le había dedicado sus mejores energías durante 40 años, recogiendo y perfeccionando en ella algunas ideas maestras a las que fue esencialmente fiel por más de medio siglo.
•Le Costituzioni moderne: publicada en 1887 era una obra política constitucional, donde, limadas algunas experiencias polémicas contra el régimen parlamentario, se proponían reformas moderadas con el principal propósito de contraponer al privilegio de la riqueza el mérito de la cultura, y hacer surgir la clase intelectual como nueva protagonista entre las dos fuerzas antagónicas de la riqueza y del trabajo.
•Sulla teorica dei governi e sul governo reppresentativo: publicada en 1884, con la cual el autor, de apenas 26 años, entraba en el debate político italiano con agresividad y autoridad, animado de sincera pasión civil, y nutrido de buenos estudios, después del advenimiento de la izquierda del poder.

## Obra
- Sulla teorica dei governi e sul governo reppresentativo (1884)
- Appunti sulla libertà di stampa (1885)
- Questioni costituzionali (1885)
- Le Costituzioni moderne (1887)
- Elementi di scienza politica (1.ª parte: 1896 - 2.ª parte: 1923)
- Appunti di diritto Costituzionale (1908)
- Italia e Libia (1912)
- Stato liberale e stato sindacale (1925)
- Il problema sindacale (1925)
- Saggi di storia delle dottrine politiche (1927)
- Crisi e rimedi del regime parlamentare (1928)
- Storia delle dottrine politiche (1937)
- Partiti e sindacati nella crisi del regime parlamentare (Bari, 1949)
- Ciò che la storia potrebbe insegnare. Scritti di scienza politica (Milán, 1958)
- Il tramonto dello Stato liberale (ed. A. Lombardo, Catania 1971)
- Scritti sui sindacati (ed. F. Perfetti, M. Ortolani, Roma 1974)
- Discorsi parlamentari (con un ensayo de A. Panebianco, Bologna 2003)